# One of These Days
«One of These Days» és el primer tema de l'àlbum Meddle del grup britànic de rock progressiu Pink Floyd.
Es tracta d'un tema instrumental que s'obre amb sons de vent fets a través d'un oscil·lador sonor, seguit de dos baixos tocats per David Gilmour i Roger Waters. Al final de la peça hi ha un missatge sonor enregistrat a baixa velocitat, cosa que li dona un gran to amenaçador: One of these days, I'm going to cut you into little pieces («un d'aquests dies et tallaré en petits trossets), frase que estava destinada al DJ de la BBC Jimmy Young de la BBC Radio 2.

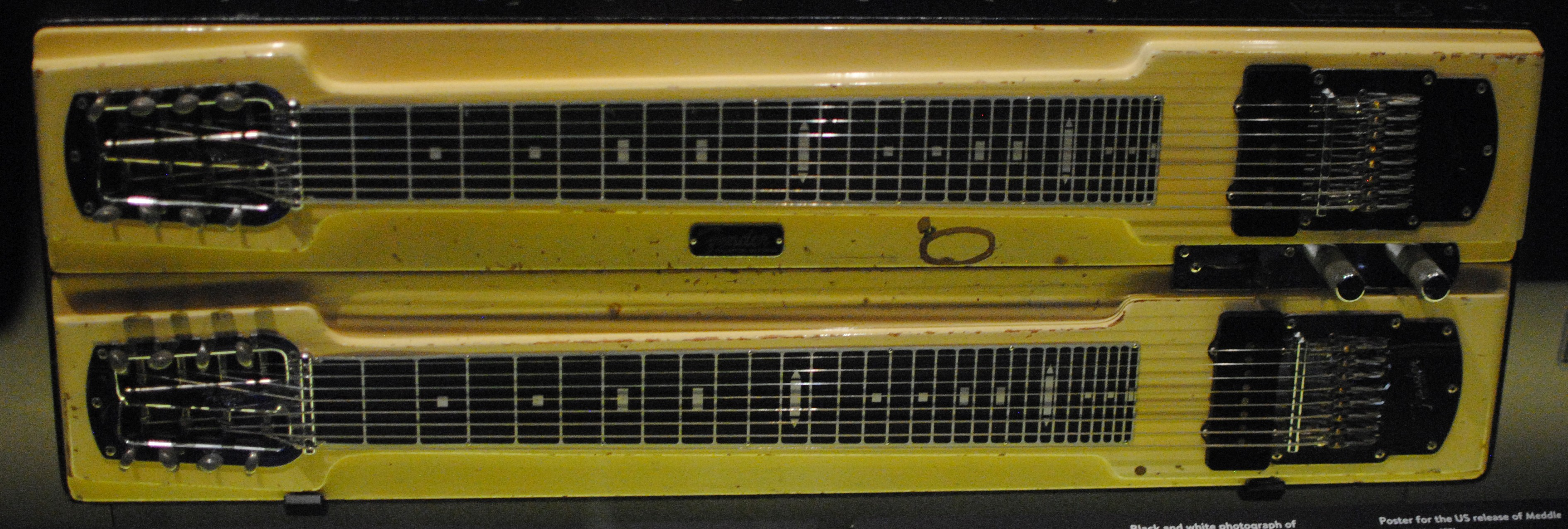
Guitarra de doble màstil Fender 'Duo 1000' (1962), que David Gilmour comprà a Seattle l'octubre de 1970 by David Gilmour, i es va fer servir per 'One of These Days'. Està en exposició a Pink Floyd: Their Mortal Remains

Gilmour va considerar aquesta peça com aquella on els membres del grup més havien col·laborat tots junts. Durant la gira de l'àlbum The Division Bell, dos grans porcs inflables apareixien a cada costat de l'escenari quan sonava aquesta cançó. Tenien un aspecte bastant desagradable i d'aquesta manera augmentava el costat bestial i frenètic del tema.

## Crèdits
- David Gilmour - guitarra, Guitare Slide, baix
- Roger Waters - baix, guitarra
- Nick Mason - bateria, percussions, veu
- Rick Wright - sintetitzador, orgue, efectes sonors